# Itarissa laurinifolia
Itarissa laurinifolia är en insektsart som beskrevs av Walker, F. 1869. Itarissa laurinifolia ingår i släktet Itarissa och familjen vårtbitare. Inga underarter finns listade i Catalogue of Life.